# Chakrata
Chakrata là một thị xã quân sự (cantonment) của quận Dehradun thuộc bang Uttaranchal, Ấn Độ.

## Nhân khẩu
Theo điều tra dân số năm 2001 của Ấn Độ, Chakrata có dân số 3497 người. Phái nam chiếm 62% tổng số dân và phái nữ chiếm 38%. Chakrata có tỷ lệ 75% biết đọc biết viết, cao hơn tỷ lệ trung bình toàn quốc là 59,5%: tỷ lệ cho phái nam là 81%, và tỷ lệ cho phái nữ là 65%. Tại Chakrata, 12% dân số nhỏ hơn 6 tuổi.